# جون رالستون (مدير فني)
جون رالستون (بالإنجليزية: John Ralston)‏ هو مدير فني أمريكي، ولد في 26 أبريل 1927 في أوكلاند في الولايات المتحدة، وتوفي في 14 سبتمبر 2019 في سانيفال في الولايات المتحدة.